# Kristin Rempt
Kristin Rempt ist eine deutsche Sängerin im volkstümlichen Schlager. Sie ist in Sonnefeld (Bayern) aufgewachsen.

## Leben
Bereits von frühester Kindheit zeigte Kristin Rempt großes Interesse für Musik und Gesang. Sie nahm Keyboardunterricht und erhielt einige Jahre eine solide Gesangsausbildung.
Ihren ersten öffentlichen Auftritt hatte sie mit sieben Jahren beim „Sing- und Spielabend“ in der Schule. 1996 lernte Kristin Rempt den Produzenten Günter Fischer aus dem Vogtland kennen, der ihre ersten eigenen Lieder („Kater Mohrle“, „Schwalben am blauen Himmel“) schrieb. Mit „Schwalben am blauen Himmel“ präsentierte sie sich zum ersten Mal in „Achims Kinderhitparade“ dem Fernsehpublikum. Rempt stand bereits mit vielen großen Stars der Branche auf der Bühne, z. B. Francine Jordi, Jantje Smit, Oswald Sattler, Anita & Alexandra Hofmann, Wildecker Herzbuben, Anton aus Tirol, Stefanie Hertel, Reiner Kirsten, Florian Silbereisen, Gaby Albrecht, Leonard und anderen.
2001 wurde die österreichische Plattenfirma Tyrolis auf Rempt aufmerksam und nahm sie unter Vertrag. Daraufhin erschienen einige Single-CDs.
Im Frühjahr 2004 ging Kristin Rempt 3 Wochen lang mit Anton aus Tirol, u. a. auf ihre erste Tournee nach Amerika und Kanada. Vor ihrem Studium im Oktober 2006 führte ihr Weg nochmals in das „Land der unbegrenzten Möglichkeiten“ zu Auftritten beim „Oktoberfest“ in Newport.
Anfang 2007 erschien Rempts erstes Album „Er schenkte mir Musik“ auf dem Markt. Diese 13 abwechslungsreichen Titel vom Walzer bis zu ABBA stellte sie in ihrer CD-Präsentation live sowie in einigen TV-Sendungen dem Fernsehpublikum vor. Zu sehen war sie in „Ramona“ (MDR), „Adams Vergnügungsreisen“ (MDR), „Aber bitte mit Schlager“ (Neun live), u. a.
Im gleichen Jahr war sie auf ihrer ersten Deutschland-Tournee „Volksmusik ist Trumpf“ zusammen mit den Mayrhofnern, 3 Z´widern, u. a. unterwegs.
2008 folgten deutschlandweit einige Auftritte mit Sigrid und Marina, den jungen Zillertalern, Duo Wörle, Reiner Kirsten, den Mayrhofnern, u. a.
2009 war sie zusammen mit dem Naabtal Duo und den Elstertaler Musikanten auf einer Karibik-Kreuzfahrt auf Tournee.

## Preise und Wettbewerbe
Kristin Rempt wurde 1998/99 Preisträgerin des Herbert-Roth-Nachwuchswettbewerbs.
Im Mai 2000 nahm sie am Endausscheid des Nachwuchs-Grand-Prix in München teil.
Zusammen mit Chris Reichenbacher, die sie auf ihrem 4 m langen Alphorn begleitete, war Kristin im Juli 2002 in „Achims Hitparade“ zu sehen und wurde von den Zuschauern auf den 2. Platz gewählt.
Im Juli 2006 suchte Fernsehmoderatorin Ramona Leiß in ihrer MDR-Sendung „Ramona“ den „Superstar der Volksmusik“. Die Zuschauer wählten Kristin Rempt zur Siegerin. Daraufhin folgten weitere TV-Termine in „Ramona“ und „Adams Vergnügungsreisen“ (MDR).
Ebenfalls 2006 gewann sie in der Schweiz das „AlpenSchlager-Festival“.

## Diskografie
- 2001 Single-CD „Johnny, ich hab deine Tränen gesehen“
- 2002 Single-CD „Ich will nicht länger das liebe Mädchen sein“
- 2005 Single-CD „Ich war schon öfter im siebten Himmel“
- 2005 CD-Sampler „Wunder des Glaubens“
- 2006 CD-Sampler „Glaube, Liebe, Hoffnung“
- 2007 CD-Album „Er schenkte mir Musik“